# Jellerød
Jellerød er en del af Hørsholm byområde. Oprindelig var Jellerød en gård, men anlæggelsen af Kystbanen medførte, at området ret hurtigt blev udstykket og bebyggelsesmæssigt forenet med Hørsholm, Usserød og Rungsted.

## Historie
Jellerød stammer fra middelalderen, omtalt som Hyælleruth i Roskildebispens Jordebog fra 1370. Forleddet menes at være et ellers ukendt mandsnavn, Hialli. Endelsen -rød viser, at der er tale om en rydningsbebyggelse. I 1682 var Jellerød en gård med et samlet dyrket areal på 21,0 tønder land skyldsat til 6,41 tønder hartkorn. Jellerød hørte under Hørsholm Birk.
I 1897 anlagdes Kystbanen, som kom til at gå tværs igennem ejerlavet lige vest om gården. Senere anlagdes en station, Kokkedal Station, på gårdens sydøstlige jorder. Det var dog først i 1960-erne, at der opstod en første bymæssig bebyggelse på Jellerøds jorder nord for stationen. Efter 1970 blev praktisk talt al jorden under Jellerød ejerlav bebygget som en del af Kokkedal byområde, der igen var en del af Hørsholm byområde. I 1960 havde Jellerød (Kokkedal station) 483 indbyggere, i 1965 926 indbyggere.